# Pacífico (metropolitana di Madrid)
Pacífico è una stazione delle linee 1 e 6 della metropolitana di Madrid.
Si trova sotto all'incrocio tra Calle del Doctor Esquerdo e Avenida de la Ciudad de Barcelona.
Deve il suo nome a Avenida del Pacífico, nome con cui era conosciuta l'attuale Avenida de la Ciudad de Barcelona, in memoria delle spedizioni di guerra dell'Armata spagnola nel 1865.

## Storia
La stazione della linea 1 fu inaugurata l'8 maggio 1923, nell'ambito dell'estensione della linea 1 da Estación del Arte a Puente de Vallecas. I binari di questa linea si trovano sotto all'Avenida Ciudad de Barcelona, a scarsa profondità.
L'11 ottobre 1979 si aprì al pubblico la parte della stazione che include i binari della linea 6 che venne inaugurata proprio in quell'occasione, con la costruzione del primo tratto da Cuatro Caminos a Pacífico. I binari si trovano a maggiore profondità e sotto la calle del Doctor Esquerdo.
Recentemente la stazione è stata ristrutturata con l'installazione di nuove volte e di pareti in vitrex bianco.

## Accessi
Ingresso Doctor Esquerdo
- Doctor Esquerdo, pari Calle del Doctor Esquerdo, 186 (semiangolo con Avenida de la Ciudad de Barcelona)
- Doctor Esquerdo, dispari Calle del Doctor Esquerdo, 219 (semiangolo con Avenida Ciudad de Barcelona)
- Ascensore Calle del Doctor Esquerdo, 219

Ingresso Sánchez Barcaíztegui aperto dalle 6:00 alle 21:40
- Sánchez Barcáiztegui Calle de Sánchez Barcaíztegui, 1